# Einville-au-Jard
Einville-au-Jard ist eine französische Gemeinde mit 1.062 Einwohnern (Stand: 1. Januar 2022) im Département Meurthe-et-Moselle in der Region Grand Est (bis 2015 Lothringen). Die Gemeinde gehört zum Arrondissement Lunéville und zum Kanton Lunéville-1.

## Geographie
Einville-au-Jard liegt etwa 15 Kilometer ostsüdöstlich von Nancy am Sânon. Umgeben wird Einville-au-Jard von den Nachbargemeinden Serres im Nordwesten und Norden, Valhey im Norden, Bauzemont im Nordosten, Raville-sur-Sânon im Osten, Bienville-la-Petite im Südosten, Bonviller im Süden, Deuxville im Südwesten sowie Maixe im Westen.

## Bevölkerungsentwicklung
| Jahr      | 1962 | 1968 | 1975 | 1982 | 1990 | 1999 | 2006 | 2019 |
| Einwohner | 1255 | 1165 | 1154 | 1218 | 1216 | 1263 | 1232 | 1116 |

## Sehenswürdigkeiten
- Kirche Saint-Laurent aus dem 18. Jahrhundert

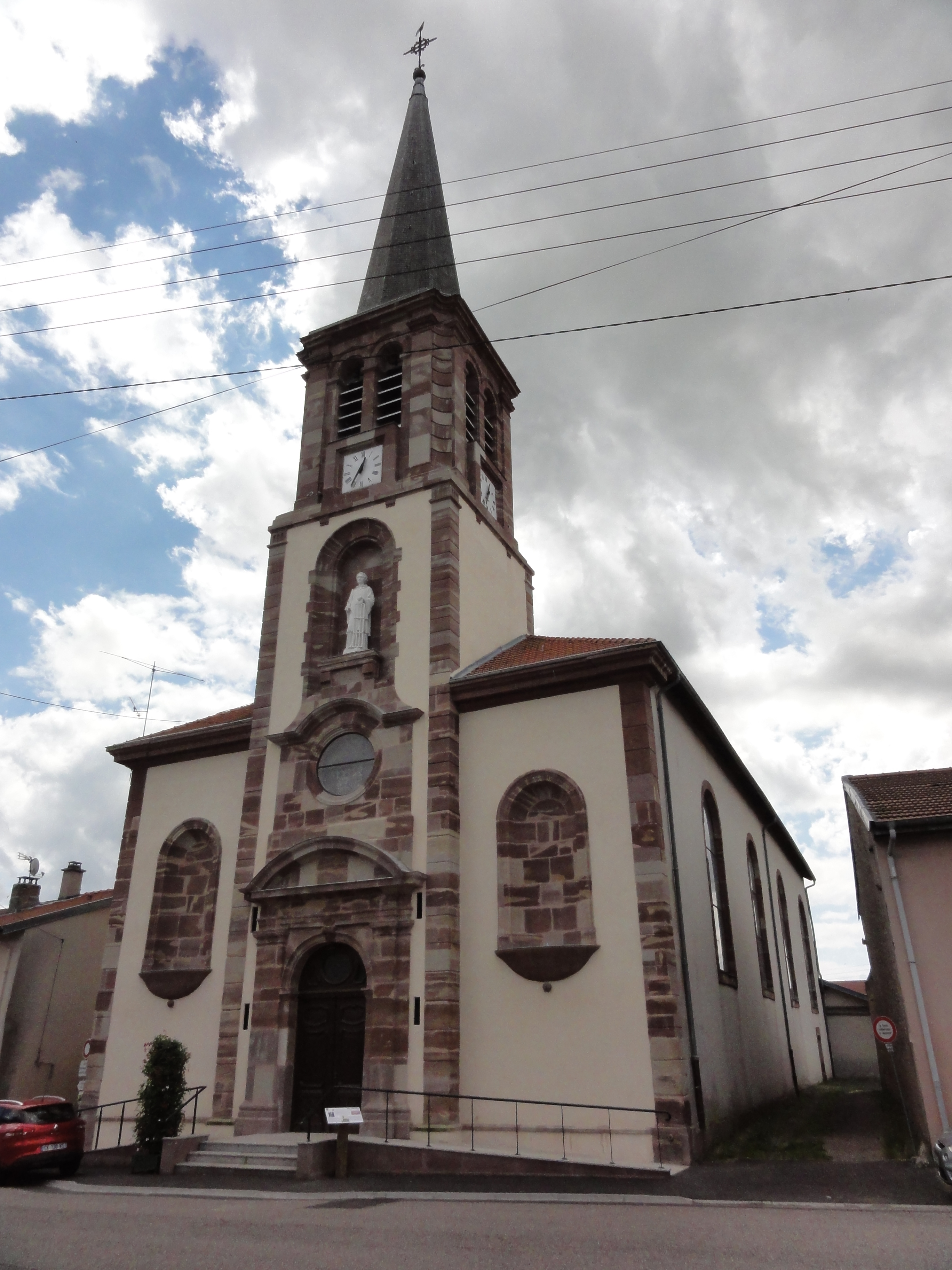
Kirche Saint-Laurent

## Persönlichkeiten
- Margarete von der Pfalz (1376–1434), Herzogin von Lothringen
- François-Désiré Mathieu (1839–1908), Erzbischof von Toulouse